# Utoro (Kioto)
Utoro (Japans:ウトロ) is een gebied in de stad Uji in de prefectuur Kioto (Japan) waar vanaf 1941 een vliegbasis aangelegd werd. De naam is onofficieel, maar werd bekend door een rekruteringsdorpje voor Koreaanse bouwvakkers. Zij woonden hier op een bouwterrein waar ze tijdens de expansionistische periode van het Japanse keizerrijk een vliegbasis aanlegden. Degenen na de Tweede Wereldoorlog niet naar Korea konden of wilden, bleven er in erbarmelijke omstandigheden wonen. Het gebied trok ook andere mensen van Koreaanse herkomst aan en anno 2006 identificeerde 80% zich als Koreaans. De overheid en projectontwikkelaars ontwikkelden in de twintigste eeuw plannen waarin geen plaats was voor de bewoners, maar die kwamen in verzet.

## Naam en afbakening
De naam komt voort uit verwarring door twee schriftsystemen voor het Japans: kanji en katakana. De naam (Japans:ウトロ, Koreaans: 우토로) werd oorspronkelijk in kanji als Utoguchi (宇土口) geschreven. Het laatste deel van de naam in kanji -guchi werd fout gelezen als de katakana ロ (ro) waardoor Utoguchi uiteindelijk als Utoro op de kaart kwam te staan. Het gebied moet niet verward worden met het district Utoro op Hokkaido dat deze naam officieel draagt.
De gebiedsnaam is informeel en kan afhankelijk van de context grotere of kleinere objecten aanduiden, van de woonkazerne van 587 m² die hier in 1943 gebouwd werd tot aan de volledige geplande vliegbasis met bijbehorende vliegtuigfabriek.

## Geschiedenis

### Tijdens de Tweede Wereldoorlog
Japan, dat in de eerste helft van de twintigste eeuw het Koreaanse schiereiland bezet hield, plaatste hier een woonkazerne voor de arbeiders die tijdens de Tweede Wereldoorlog het nieuwe militair terrein Utoro moesten aanleggen. De 1300 Koreanen die hier gewerkt hebben, werden gerekruteerd in Korea, maar ook onder de Koreanen die als derderangs burgers al in de jaren dertig in Japan woonden.
in Kioto om een militaire luchtbasis te bouwen ter verdediging tegen de Amerikanen. Deze Koreanen verbleven in Utoro tijdens de constructiewerken.
In 1945 gaf Japan zich over aan de geallieerden waardoor Nihon Kokusai Koku, de toenmalige eigenaar van de grond en vliegtuigbouwer, de constructie stopzette. De Japanners die de leidinggevende posities hadden, verdwenen. Eerst dreigden de geallieerden Utoro in te nemen, maar dankzij de protesten van de bevolking lieten de geallieerden dit plan varen en kon de bevolking blijven.
Ondanks het feit dat de Koreanen bevrijd waren, waren de meesten te arm om terug te keren naar hun thuisland. Koreanen die in Fukuoka en omringende eilanden leefden trokken naar Utoro en waren praktisch gedwongen om in de vijandige en armzalige buurt te blijven. Onder de Japanse kolonisatie hadden Koreanen in Japan de Japanse nationaliteit, maar deze werd van hen afgenomen na de onafhankelijkheid en het einde van de oorlog.

### Waterconflict onder Nissan Shatai
In 1962 claimde Nissan Shatai het stuk land, wat betekende dat het een stuk moeilijker werd voor de Koreaanse bevolking om te blijven. Basisvoorzieningen zoals stromend water en elektriciteit waren er niet. De ‘eigenaar’ van het stuk land was namelijk xenofoob en blokkeerde de waterleidingen uit overtuiging dat de Koreanen illegale immigranten waren. Waterleidingen aanleggen zou volgens Nissan betekenen dat de ‘illegalen’ rechten hadden. Alle faciliteiten die er waren, waren gebouwd door de inwoners zelf met hun beperkte middelen.
In 1985 brak er een brand uit in Utoro, die door het tekort aan stromend water en brandblussers een grote ravage aanrichtte. Dit vond de eigenaar, Nissan Shatai, geen reden om waterleidingen te plaatsen. Toen lokale ziekenhuizen vanwege de groeiende stroom van patiënten met diarree klaagden over het ondrinkbare water, werd het probleem nationaal nieuws. In maart 1987 leidden protesten van inwoners van zowel Utoro als omliggende buurten tot het aanleggen van waterleidingen. Een jaar later was stromend water beschikbaar in delen van het district.

### Verandering van eigenaar
Gedurende de jaren zeventig en tachtig werden er protesten en campagnes gevoerd. In 1987 was er een nieuwe ontwikkeling: vanwege sterk gestegen landprijzen in Kyoto moest Nissan het land verkopen aan de vastgoedontwikkelaar Nishi-nihon Shokusan. De 380 inwoners kregen de aanzegging dat ze Utoro moesten verlaten. Dit leidde in 1989 tot het ‘Red Utoro’-protest tegen de verkoop. Nissan werd ervan beschuldigd de mensenrechten te verwaarlozen vanwege de Koreaanse etniciteit van de inwoners. Ondanks kleine overwinningen zoals Park Chong Suk die Hitachi aanklaagde wegens jobdiscriminatie en won, werden de Koreanen in Japan achtergesteld. Om zonder risico en verdere problemen op Utoro te kunnen blijven wonen, werd er gesteld dat de Koreaanse overheid Utoro moest opkopen van Nissan.
In juli 2000 verwierp de rechtbank van Osaka alle zaken aangespannen in verband met de conflicten rond Utoro. Vooral bij de jongere generaties klonk de klacht dat zij als Koreaans werden beschouwd en behandeld terwijl deze kinderen “zich Japans voelden” en altijd in Japan hadden gewoond.

### Invloed van Korea
In september 2004 kreeg de problematiek in Utoro massale aandacht in Korea. Het Koreaanse Internationale Netwerk (KIN) begon in 2005 geld in te zamelen voor ontwikkelingshulp. Koreaanse diplomaten gaven 0,5% van hun salaris aan dit fonds en er werd in totaal ongeveer de helft van de vraagprijs verzameld door bekende Koreanen, de Koreaanse overheid en Japanse vrijwilligers. De vraagprijs voor het land was echter zo hoog, dat onderhandelingen niet mochten baten. In 18 april 2007 werd er officieel vanuit Utoro hulp gevraagd aan de Koreaanse overheid. In december startte het Japanse ministerie van land, infrastructuur en transport de organisatie om de problemen binnen Utoro op te lossen.
In totaal werd er zo’n 40 miljoen yen (€322 492) aan Utoro ter hulpverlening gegeven door Koreanen in Japan en de organisatie ‘Internationale Solidariteit voor bescherming van Utoro’ verzamelde 60 miljoen yen (€483 738) in van zo’n 150 000 Koreanen. Om het land te kunnen kopen zou er nog 50 miljoen yen (€403 115) nodig zijn.
Anno 2022 was Utoro privé-eigendom en zou de eigenaar elk moment de verhuizing van de Koreaanse inwoners kunnen eisen.

## Bevolking
Alhoewel Uji een bevolking heeft van 187 600 mensen (cijfer uit 2014), woonden oorspronkelijk zo’n 380 mensen in Utoro. Nadat het stuk land opnieuw werd doorverkocht bleven daarvan nog 230 inwoners over. Op dit moment zouden er slechts 203 Koreanen uit 65 gezinnen overblijven. 88% van de bevolking is Koreaans, 10% heeft geen nationaliteit en slechts 2% is Japans.
80% is onder de 59 jaar, voornamelijk nakomelingen van de originele bevolking. 20% is boven de 65 en dit lage percentage is te wijten aan het feit dat de meeste ouderen al zijn overleden.
Een van de oudste vrouwen, Kang Kyung Nam, is 91 en behoort tot de eerste generatie van Utoro. Toen zij acht jaar was, kwam ze samen met haar moeder naar Utoro om haar vader en oudere broer te zoeken die door de Japanners gerekruteerd waren. Kangs verhaal werd gedaan op de Koreaanse televisieshow ‘Infinite Challenge’, waar onder andere het taalprobleem van vele inwoners werd aangehaald. Aangezien de meeste op jonge leeftijd naar Utoro kwamen, spreken ze gebrekkig, of in een specifiek dialect, Koreaans. Terwijl de cultuur die niet verloren is gegaan door de verhuizing naar Utoro, spreken de meeste inwoners Japans.

## Voetnoten
1. ↑   Kim 2006, p.136
2. ↑   Yoo; Sung 2015.
3. ↑   Architectural Institute of Korea 2007, p.216-219.
4. ↑   Vert.: Japan International Aviation Industries, oorspronkelijk opgericht in 1937 als Nippon Koku Kogyo K.K. (Japan Aviation Industries) werd in 1946 Nissan Shatai Kohki.
5. ↑   Hicks 1997, p.14&165.
6. ↑   the hankyoreh, 2007.
7. ↑   the JoongAng Daily 2004.
8. 1 2 3   Terry 2015.
9. ↑  International Solidarity to Protect Utoro
10. ↑   Yoo 2009
11. ↑   population.city/japan
12. ↑  e-Stat Portal Site of Official Statistics of Japan
13. ↑  An 2005.
14. ↑  The Beautiful Foundation is een Koreaanse non-profit organisatie die zich sinds 2000 bezighoudt met de verbetering en verwerking van sociale problemen en hulp voor groepen die tekortkomen in de maatschappij.
15. ↑   Infinite Challenge Ep.444 (5 september 2015)